# Piazzale Luigi Cadorna
Il piazzale Luigi Cadorna, che si trova al termine del ramo occidentale di Foro Buonaparte, è una delle principali piazze di Milano, nonché un importante punto di snodo per il sistema di trasporto urbano milanese.

## Caratteristiche
Sul largo spiazzo dedicato al generale Luigi Cadorna si affaccia lo storico edificio della stazione delle Ferrovie Nord Milano, costruito nel 1956 e che funge da stazione di testa per le linee Milano-Saronno e Milano-Asso e per il Malpensa Express. Il piazzale ospita anche due stazioni della metropolitana milanese, consentendo l'interscambio tra la linea metropolitana M1 (rossa), la linea metropolitana M2 (verde) e la rete delle Ferrovie Nord Milano.
La piazza alla fine del ventesimo secolo ha subìto una pesante ristrutturazione urbanistica su progetto dell'architetta Gae Aulenti, con l'installazione al centro del piazzale di una scultura di Claes Oldenburg e Coosje van Bruggen raffigurante un gigantesco Ago, filo e nodo, a voler simboleggiare l'operosità e la laboriosità milanese.

## Trasporti
- Cadorna FN
- Stazione di Milano Cadorna

## Galleria d'immagini

Piazzale Ferrovie Nord (oggi piazzale Cadorna) nel 1910
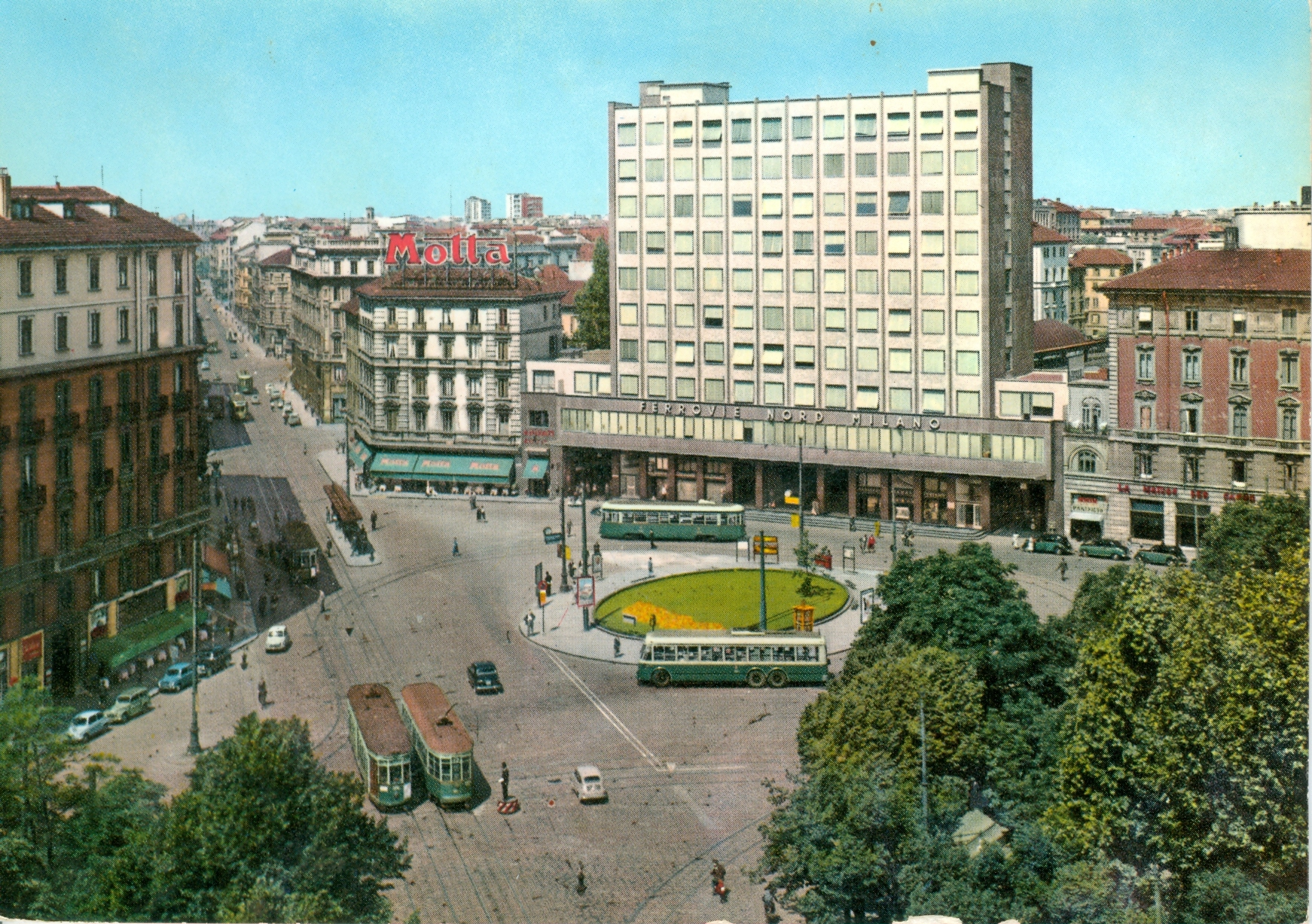
La piazza, poco tempo dopo la costruzione del palazzo delle Ferrovie Nord, prima della costruzione della metropolitana
Piazzale Luigi Cadorna durante i lavori per la realizzazione della linea 1 della metropolitana (1960)